# Vivian

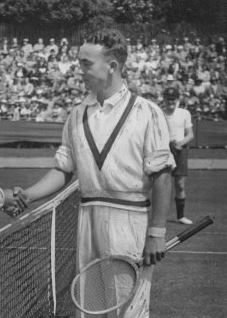
Vivian McGrath, 1934.

Vivian är ett namn som används som såväl efternamn som förnamn av båda könen, främst i engelskspråkiga länder. Det kommer av latin vivus, ’levande’.
Varianter är kvinnonamnen Vivianne och Vivienne, det franska mansnamnet Vivien, samt kortformen Viv.
I den finlandssvenska namnsdagslängden har Vivian namnsdag 2 maj sedan 2005.

## Kvinnor med förnamnet Vivian
- Vivien Alcock, engelsk barnboksförfattare
- Vivian Cardinal, svensk musikalartist
- Vivien Leigh, brittisk skådespelare
- Vivian Rydberg, svensk skådespelare
- Vivian Zahl Olsen, norsk tecknare

## Män med förnamnet Vivian
- Viv Anderson, engelsk fotbollsspelare
- Vivian Campbell, irländsk gitarrist
- Vivian Ellis, brittisk musikalkompositör
- Marc-Vivien Foé, kamerunsk fotbollsspelare
- Vivian Fuchs, engelsk geolog och polarforskare
- Vivian McGrath, australiensisk tennisspelare
- Louis Vivien de Saint-Martin, fransk geograf
- Vivian Woodward, brittisk fotbollsspelare

## Personer med efternamnet Vivian
- C.T. Vivian (1924–2020), amerikansk medborgarrättsaktivist
- Hussey Vivian, 1:e baron Vivian (1775–1842), brittisk militär
- Weston E. Vivian, amerikansk politiker